# Iaitō
Un iaitō (居合刀) est une arme d'entrainement japonaise, qui imite le katana et permet l'étude du iaidō et du iaijutsu.
Il est employé dans l'intégralité des écoles de iaidō et de iaijutsu, mais également en kenjutsu, ainsi que dans certains courants d'aïkido et en ninjutsu. Certaines écoles disposent de modèles spécifiques présentant une courbure, un poids et un équilibrage adaptés aux enseignements de l'école.

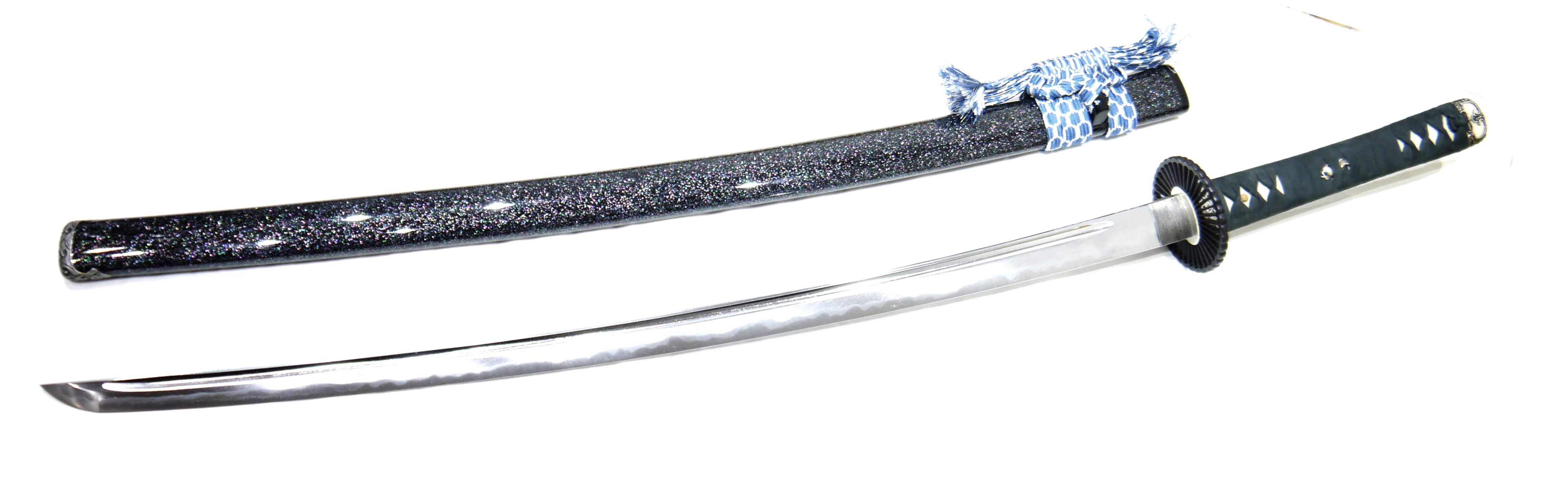
Un iaitō japonais.

## Dénomination
Au Japon, le terme le plus usité pour désigner ces imitations est le terme mogitō (模擬刀, « imitation de sabre »), hors du cadre de l'étude des arts martiaux. Au sein des écoles de sabre, le terme iaitō est de rigueur. On utilise également la prononciation mozōtō (模擬刀), composé des mêmes caractères kanjis que mogito.
On nomme également iaitō (« sabre de iai ») au Japon, tout sabre (même en acier et coupant) destiné à la pratique du iaidō et souvent moins coûteux (polissage basique) qu'un sabre de collection.

## Provenance, matériaux et fabrication

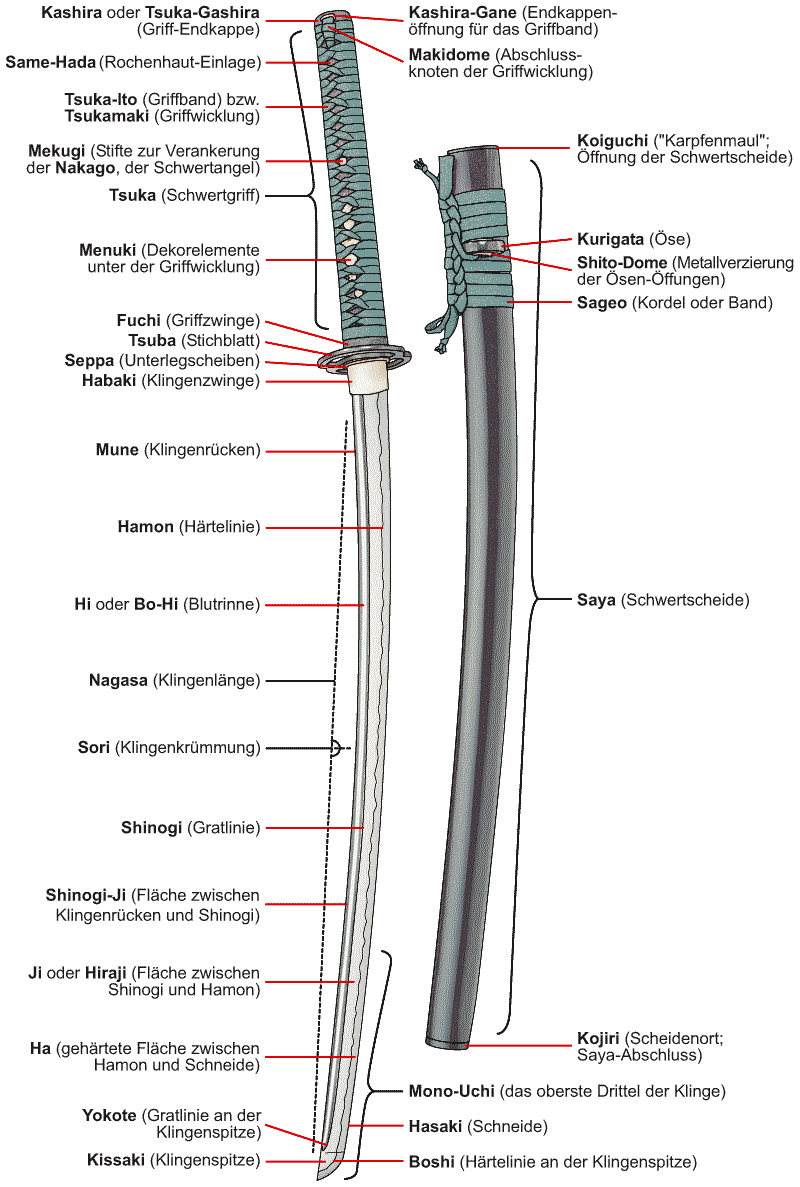
Schéma du katana japonais.

La majorité des iaitō japonais sont fabriqués dans la province de Gifu, région historiquement très importante dans la fabrication du nihonto, et ayant abrité l'école Mino, l'une des cinq grandes écoles de forge japonaise.
La plupart des iaitō sont faits d'un alliage d'aluminium et de zinc qu'on nomme « zicral », de densité plus faible que l'acier du katana. Cette différence de densité positionne le point d'équilibre du iaitō plus près de la tsuka-kashira alors que celui du katana est situé plus près du kissaki. Ils ne sont pas affutés et peuvent être utilisés pour l'étude et l'entrainement avec un danger moindre. Ils ne sont pas adaptés au contact ou à la coupe et ne peuvent pas être affutés.
Certains iaitō sont forgés (acier carbone 1045 ou T8) et sont en fait des shinken, au forgeage principalement maru ou kobuse, dont le fil (le tranchant) a été cassé ou qui ne sont pas affutés. Il est très difficile de les réaffuter. Ces armes sont interdites au Japon.
À l'exception de la lame, les autres éléments composant l'arme, et notamment les kanagu (pièces d'acier) sont similaires, parfois parfaitement identiques aux pièces utilisées sur les véritables sabres. Le iaitō se compose au minimum, d'une lame, d'une saya (fourreau), d'une tsuka (poignée) en bois recouverte d'un tressage de coton ou de soie, de deux menuki, d'un fuchi et d'un kashira, ainsi que d'une tsuba. La lame est maintenue axée au centre de la tsuba par le habaki, petite pièce de métal généralement en cuivre ou en laiton. Chaque élément est fabriqué par un artisan spécialisé et le tout est assemblé à la main.
Le hamon, motif sur le tranchant de la lame, est obtenu par dépolissage, contrairement au hamon du katana qui est, lui, obtenu par trempe sélective.

## Qualités mécaniques et esthétiques
Les iaitō , qu'ils soient en acier ou en zicral, sont principalement équilibrés sur la tsuka (poignée) par opposition aux shinken (sabres tranchants), qui sont eux habituellement équilibrés sur la pointe. Cela tient au fait que la pratique des arts martiaux se focalise principalement sur l'apprentissage de katas, formes fixes de déplacement seul ou plus rarement avec un partenaire, et que le maniement du sabre est significativement plus facile, précis et rapide avec un équilibrage proche des mains. Ce type de pratique est à rapprocher des katana produits à l'ère Edo, conçus pour le combat en duel sans armure, et donc plus légers et maniables, alors que les katana plus anciens, destinés à découper les pièces faibles des armures, présentaient des lames plus épaisses et plus lourdes.
Les iaitō équilibrés sur la pointe sont plutôt destinés à la pratique des suburi (coupes dans le vide), dans l'objectif de débuter ou perfectionner un travail de coupe avec un véritable sabre. Les iaitō en acier imitent plus facilement ce type d'équilibrage, mais les iaitō en zicral peuvent tout à fait présenter ce type d'équilibrage également.
La correspondance entre la longueur et le poids du sabre, et la taille et la force du pratiquant est très importante, notamment pour effectuer des actions de précision sans se blesser (par exemple un noto). Pour faciliter le maniement de l'arme, l'équilibre du iaitō est sur la tsuba (garde) au lieu d'être sur le kissaki (pointe). Le choix d'un iaitō ne doit être fait qu'après avoir pris conseil auprès d'un enseignant qualifié dans l'école de sabre que l'on désire pratiquer.
Bien que moins dangereux qu'un sabre tranchant, le iaitō n'en reste pas moins une arme possédant une capacité d'estoc importante de par sa pointe acérée.
L'aspect esthétique du iaitō est très valorisé par les pratiquants d'arts martiaux japonais, en raison de la symbolique et du rituel qui l'entoure. C'est la raison pour laquelle les divers fabricants d'iaitō attachent beaucoup d'importance au respect d'un certain nombre de codes, établis depuis plusieurs siècles, dans l'artisanat du sabre japonais.

## Législation
Au Japon, tous les iaitō d'entrainement, sans exception, sont en alliage d'aluminium et de zinc. La loi japonaise interdit la fabrication et le port d'arme blanche, comme sont prohibées l'importation, la fabrication ou la possession d'un sabre tranchant ou un sabre non tranchant pouvant être modifié (affuté). Le nihonto, véritable katana tranchant, fait exception à cette règle et est catégorisé comme objet d'art (ne pouvant être fabriqué que par un forgeron agréé), dans la mesure où celui-ci est déclaré auprès de la préfecture de police. Cet ensemble de lois est à l'origine même de la création des iaitō en aluminium, seule solution viable pour disposer d'un outil d'entrainement.
En France, ce sont des armes de catégorie D, non soumises à autorisation et déclaration lors de l'achat par un adulte majeur; la détention par un adulte majeur en est libre. Le transport sans autorisation et déclaration préalables ne peut se faire qu'au titre d'un motif légitime : sportif, accompagné de la licence à jour ou du passeport sportif (pour un adulte ou un mineur); lors de l'achat, muni de la facture et d'une pièce d'identité (pour uniquement un adulte). L'appréciation du 
bien-fondé légitime du transport par les forces de l'ordre ou la justice se fait au cas par cas.
 
Le port en est interdit.
(art. L.2331-1 du Code de la défense).